# Hamletsgade
Hamletsgade er en gade på Ydre Nørrebro i Mimersgadekvarteret. Hamletsgade løber mellem Mimersgade og Tagensvej, hvorefter den bliver til Haraldsgade. Gaden er opkaldt efter Hamlet, det engelske navn for danske Amled, en jysk sagnprins, hvis historie inspirerede Shakespeare til sit berømte drama.
Hamletsgade er en relativt grøn, men trafikeret gade. Der står træer langs hele den ene side af gaden, der er buske foran opgangene, samt en lille plæne med træer, hvor gaden møder Mimersgade. Siden 2009 har gaden oplevet en voldsom stigning i antallet af trafikanter, idet Mimersgade blev spærret for gennemkørsel mellem Hamletsgade og Bragesgade.
I den nordlige ende af Hamletsgade ligger der en del butikker; bl.a. en Fakta, en netcafé, en kiosk og det mellemøstlige supermarked Asia Bazar, der indeholder en slagterafdeling, grønthandel, kolonial, café og postbutik. Endelig ligger værtshuset Café Prinsen med udendørsservering, Hamlet Apotek samt en bager. Ovenpå de nævnte butikker er der beboelse med svalegange af metal ud mod gaden. Desuden ligger en ubebygget grund, som i dag blot benyttes som privat parkeringsplads.
Den sydlige ende af gaden er stort set kun beboelse i fire etager, nogle af bygningerne med altan. Med buske og enkelte træer foran. På hjørnet af Nannasgade ligger der dog et eksempel på den megen småindustri, der tidligere har været i området, nemlig en dækforhandler.

## Huse med særlig historie
Hamletsgade blev anlagt i forbindelse med åbningen af en ny buslinje (linje 39) i 1950. Der var hele tre stoppesteder på den ellers ret korte gade. Fra 2003 var det buslinje 4A, der kørte igennem Hamletsgade. I 2011 skulle der gøres plads til Metrobyggeriet, og linje 4A, der på det tidspunkt kørte fra Nordre Fasanvej forbi Nørrebro St. og ad Hamletsgade og videre til Svanemøllen, blev omlagt.
Hamletsgade hed Mimersgade indtil 1953[kilde mangler]. Men allerede på rådstueplakaten fra 1937, hvor Slejpnersgade, Overskæringen og Mimersgade stadfæstes, står der at stykket F-D (altså Hamletsgade) foreløbig betegnes Mimersgade[kilde mangler].
Karréen Fenrisgade, Heimdalsgade og Tagensvej er et eksempel på den form for gårdsanering og nybyggeri som fik ansporet beboergruppen Røde Rose til at kræve bedre byrum. Selvom gården nu har fået flere træer og færre containere end midt i 1970'erne, hvor gruppen var mest aktive, er det stadig en lidt tam gård med en smal stribe græs (dog med bænke og borde) og en overdækket parkeringsplads med legeplads ovenpå.
Nr. 15-25 er i røde mursten og med et markant hjørne-knæk ud mod Mimersgade. Tegnet af arkitekterne Schou og Krogh i 1949[kilde mangler] og indoptager respektfuldt nogle af de linjer de eksisterende bygninger udstak, selvom bygningen er i seks etager med moderne betontrapper.
Muren ind mod Holger Petersens fabrikker – hvor Fenrisgade stopper – er tildelt høj bevaringsværdi. Der er metaludsmykninger øverst på muren, som er til for at holde på murstenene, men som er udsmykket som et "HP". Muren har glaserede sten og "skydeskår" på toppen, der giver muren et gotisk udtryk.
Muren har dannet ramme for udstillingerne Farver i sort/hvid (2006) og Nørrebro historier (2007), hvor børn og unge fortalte om deres liv i området, samt Ferie Postkort (2008), hvor børn fra lokale klubber udstillede billeder fra deres sommerferie. Projektet kaldes Galleri Hamlet, Danmarks største gadegalleri, som er blevet til i et samarbejde mellem Sciller & Co og lokale unge.
For 50 år siden fandt man typisk beboere som en tømrermester, en grosserer, en brændselshandler og en mekaniker i gaden (nr. 1-5).
Som kuriosum kan nævnes at Meinungsgade på indre Nørrebro hed Hamlets Passage indtil 1943.